# Teodoro Goliardi
Teodoro Emilio Adolfo Goliardi Pamparato (Montevideo, 28. svibnja 1927.), urugvajski mačevalac koji se natjecao na Olimpijskim igrama. 
Nastupio je u disciplinama pojedinačno sablja na Olimpijskim igrama 1956. i Olimpijskim igrama 1960. Na Panameričkim igrama 1955. u Mexico Cityju je u disciplini sablja momčadski osvojio srebro te u Chicagu 1959. broncu u dispciplini pojedinačno sablja.